# Jönköpings vacuumindustri
AB Jönköpings vacuumindustri var ett industriföretag i Jönköping, som grundades 1946 och var ett av fyra företag som tillverkat termosar i Sverige. År 1915 började Termoverken i Jönköping tillverka termosflaskor, därefter Trelleborgs Glasindustri 1930 efter ett tidigare kort inhopp, AB Termosindustri i Kalmar 1945 och slutligen Jönköpings vacuumindustri med varumärket "June". Den sista termosfabriken i Sverige stängde på 1960-talet.
Jönköpings vacuumindustri tog tidigt upp Termoverkens idé om TV-kannan och tillverkade från 1958 en 24 centimeter hög, något bulligare variant, också den med ett flätat plasthölje runt om glasfaskan samt snås. Den kallades "June Special" och rymde en liter.
På 1960-talet anlitade Jönköpings vacuumindustri Arne Erkers som formgivare.
Jönköpings Vacuumindustri köptes upp av Hammarplast 1976.